# Liste der Formel-Renault-Meister
Diese Liste umfasst alle Meister offizieller Formel-Renault-Meisterschaften.

## Formel Renault 3.5

### World Series Formel V8 3.5
- siehe: World Series Formel V8 3.5

### Formel Renault V6 Eurocup
| Saison | Name                       | Meister          | Team-Meister      |
| ------ | -------------------------- | ---------------- | ----------------- |
| 2003   | Eurocup Formula Renault V6 | José María López | ARTA-Signature    |
| 2004   | Eurocup Formula Renault V6 | Giorgio Mondini  | EuroInternational |

### Formel V6 Asia
| Saison | Name                       | Meister           | Team-Meister          |
| ------ | -------------------------- | ----------------- | --------------------- |
| 2006   | Formula V6 Asia by Renault | Karun Chandhok    | Team E-Rain           |
| 2007   | Formula V6 Asia            | James Winslow     | Team Meritus          |
| 2008   | Formula V6 Asia            | James Grunwell    | TPC Team QI-Meritus   |
| 2009   | Formula V6 Asia            | Hamad Al Fardan 1 | Dyna Ten Motorsport 1 |

## Formel Renault 2.0

### Formel Renault Eurocup
- siehe: Formel Renault 2.0 Eurocup

### Formel Renault NEC
- siehe: Formel Renault 2.0 Northern European Cup

### Formel Renault WEC
| Saison | Name                                  | Meister          | Team-Meister    |
| ------ | ------------------------------------- | ---------------- | --------------- |
| 2008   | Formula Renault 2.0 West European Cup | Daniel Ricciardo | SG Formula      |
| 2009   | Formula Renault 2.0 West European Cup | Albert Costa     | Epsilon Euskadi |

### Formel Renault UK
| Saison | Name                     | Meister             | Team-Meister       | Winter-Cup-/Finals-Meister |
| ------ | ------------------------ | ------------------- | ------------------ | -------------------------- |
| 1989   |                          | Neil Riddiford      |                    |                            |
| 1990   | Thomas Erdos             |                     |                    |                            |
| 1991   | Bobby Verdon-Roe         |                     |                    |                            |
| 1992   | Pedro de la Rosa         |                     |                    |                            |
| 1993   | Ivan Arias               |                     |                    |                            |
| 1994   | James Matthews           |                     |                    |                            |
| 1995   | Formula Renault Sport UK | Guy Smith           |                    |                            |
| 1996   | Formula Renault Sport UK | David Cook          |                    |                            |
| 1997   | Formula Renault Sport UK | Marc Hynes          |                    |                            |
| 1998   | Formula Renault Sport UK | Aluizio Coelho      |                    | Antonio Pizzonia           |
| 1999   | Formula Renault Sport UK | Antonio Pizzonia    |                    | Kimi Räikkönen             |
| 2000   | Formula Renault 2000 UK  | Kimi Räikkönen      |                    | Mark McLoughlin            |
| 2001   | Formula Renault 2000 UK  | Carl Breeze         |                    | Robert Bell                |
| 2002   | Formula Renault 2000 UK  | Danny Watts         |                    | Robert Bell                |
| 2003   | Formula Renault 2000 UK  | Lewis Hamilton      |                    | Jay Howard                 |
| 2004   | Formula Renault 2000 UK  | Mike Conway         |                    | Stuart Hall                |
| 2005   | Formula Renault 2.0 UK   | Oliver Jarvis       |                    | Junior Strous              |
| 2006   | Formula Renault 2.0 UK   | Sebastian Hohenthal | Fortec Motorsport  | Franck Mailleux            |
| 2007   | Formula Renault 2.0 UK   | Duncan Tappy        | Fortec Motorsport  | Richard Singleton          |
| 2008   | Formula Renault 2.0 UK   | Adam Christodoulou  | Fortec Motorsport  | James Calado               |
| 2009   | Formula Renault 2.0 UK   | Dean Smith          | Fortec Motorsport  | Harry Tincknell            |
| 2010   | Formula Renault 2.0 UK   | Tom Blomqvist       | Manor Competition  | Alex Lynn                  |
| 2011   | Formula Renault 2.0 UK   | Alex Lynn           | Fortec Motorsports | Oliver Rowland             |

### Formel Renault ALPS
| Saison | Name                     | Meister         | Team-Meister    | Junior-Meister    |
| ------ | ------------------------ | --------------- | --------------- | ----------------- |
| 2011   | Formula Renault 2.0 ALPS | Javier Tarancón | Tech 1 Racing   | Melville McKee    |
| 2012   | Formula Renault 2.0 ALPS | Daniil Kwjat    | Tech 1 Racing   | Patrick Kujala    |
| 2013   | Formula Renault 2.0 ALPS | Antonio Fuoco   | Prema Powerteam | Antonio Fuoco     |
| 2014   | Formula Renault 2.0 ALPS | Nyck de Vries   | Koiranen GP     | Charles Leclerc   |
| 2015   | Formula Renault 2.0 ALPS | Jack Aitken     | Koiranen GP     | Matewos Issaakjan |

### Italienische Formel Renault
| Saison | Name                                 | Meister           | Team-Meister           | Winter-Cup-Meister |
| ------ | ------------------------------------ | ----------------- | ---------------------- | ------------------ |
| 2000   | Formula Renault 2000 Italia          | Felipe Massa      |                        |                    |
| 2001   | Formula Renault 2000 Italia          | Ryan Briscoe      |                        | Roberto Streit     |
| 2002   | Formula Renault 2000 Italia          | José María López  |                        | Toni Vilander      |
| 2003   | Formula Renault 2000 Italia          | Franck Perera     | Prema Powerteam        | Pastor Maldonado   |
| 2004   | Formula Renault 2000 Italia          | Pastor Maldonado  | Cram Competition       | Michail Aljoschin  |
| 2005   | Formula Renault 2.0 Italia           | Kamui Kobayashi   | Jenzer Motorsport      | Atte Mustonen      |
| 2006   | Formula Renault 2.0 Italia           | Dani Clos         | Cram Competition       | Jaime Alguersuari  |
| 2007   | Formula Renault 2.0 Italia           | Mika Mäki         | Epsilon Red Bull Team  | César Ramos        |
| 2008   | Formula Renault 2.0 Italia           | Pål Varhaug       | Jenzer Motorsport      | Daniel Mancinelli  |
| 2009   | Formula Renault 2.0 Italia           | Daniel Mancinelli | CO2 Motorsport         |                    |
| 2010   | Formula Renault 2.0 Italia           | Francesco Frisone | Viola Formula Racing   |                    |
| 2011   | Challenge Formula Renault 2.0 Italia | Andrea Boffo      | Team Torino Motorsport |                    |
| 2012   | Formula Renault 2.0 Italia           | Kevin Gilardoni   |                        |                    |

### Asiatische Formel Renault
| Saison | International Challenge | Team-Meister               | Asian Challenge       | Team-Meister      | China Challenge                           | Team-Meister     |
| ------ | ----------------------- | -------------------------- | --------------------- | ----------------- | ----------------------------------------- | ---------------- |
| 2002   | Enzo Pastor             |                            |                       |                   | Cheng Cong Fu                             |                  |
| 2003   | Rodolfo Ávila           |                            |                       |                   |                                           |                  |
| 2004   | Hideaki Nakao           | Shangsai FRD GT Tires Team | Hideaki Nakao         | Shangsai FRD Team |                                           |                  |
| 2005   | Hanss Lin               | Shangsai FRD Team          | Hanss Lin             | Shangsai FRD Team |                                           |                  |
| 2006   | Pekka Saarinen          | Asia Racing Team           | Alexandre Imperatori  | Shangsai FRD Team |                                           |                  |
| 2007   | Pekka Saarinen          | M3 Racing Team             | Jim Ka To             | M3 Racing Team    | Pekka Saarinen                            | M3 Racing Team   |
| 2008   | Jim Ka To               | Pekka Saarinen Racing      | Cao Hong-Wei          |                   | Geoffrey Kwong IFC Trophy: Christian Chia |                  |
| 2009   | Alon Day                | Asia Racing Team           | Zhi Qiang Zhang       | PTRS Team         |                                           |                  |
| 2010   | Sandy Nicholas Stuvik   | Asia Racing Team           | Sandy Nicholas Stuvik | Asia Racing Team  |                                           |                  |
| 2011   | Leopold Ringbom         | PS Racing                  | Yuki Shiraishi        | Champ Motorsport  |                                           |                  |
| 2012   | Yosuke Yamazaki         | Buzz Racing                |                       |                   | Wayne Shen                                | Asia Racing Team |
| 2013   | Julio Acosta            | Champ Motorsport           | Jason Kang            | KRC Racing Team   | Leo Wong                                  | Asia Racing Team |
| 2014   | Alice Powell            | PS Racing Team             | Qin Tianqi            | Champ Motorsport  | Guillaume Cunnington                      | PS Racing Team   |
| 2015   | Dan Wells               | KCMG                       | Andy Zheng            | PS Racing         |                                           |                  |
| 2016   | Josh Burdon             | BlackArts Racing           | Jasper Thong          | Asia Racing Team  | Song Xu Jie                               |                  |
| 2017   | Charles Leong           |                            | Hua Miao              |                   | Daniel Lu                                 |                  |

### Protyre Formel Renault
| Saison | Name                                 | Meister                     |
| ------ | ------------------------------------ | --------------------------- |
| 1995   | Formula Renault BARC                 | David Henderson             |
| 1996   | Formula Renault BARC                 | Ian Astley                  |
| 1997   | Formula Renault BARC                 | Peter Clarke                |
| 1998   | Formula Renault BARC                 | Nick Dudfield               |
| 1999   | Formula Renault BARC                 | Elliot Lewis                |
| 2000   | Formula Renault BARC                 | Jamie Beales                |
| 2001   | Formula Renault BARC                 | Martin Wallbank             |
| 2002   | Formula Renault BARC                 | Jeremy Smith                |
| 2003   | Formula Renault BARC                 | James Gornall               |
| 2004   | Formula Renault BARC                 | Nicky Wilson                |
| 2005   | Formula Renault BARC                 | Nick Wilcox (FR2000-Klasse) |
| 2006   | Formula Renault BARC                 | Richard Singleton (FR2000)  |
| 2007   | Formula Renault BARC                 | Hywel Lloyd (FR2000)        |
| 2008   | Formula Renault BARC                 | Ollie Hancock (FR2000)      |
| 2009   | Formula Renault BARC                 | Kieren Clark (FR2000)       |
| 2010   | Formula Renault BARC                 | Alice Powell (FR2000)       |
| 2011   | Formula Renault BARC                 | Dino Zamparelli (FR2000)    |
| 2012   | Formula Renault BARC                 | Scott Malvern (FR2000)      |
| 2013   | Protyre Formula Renault Championship | Chris Middlehurst (FR2000)  |
| 2014   | Protyre Formula Renault Championship | Pietro Fittipaldi (FR2000)  |

### Argentinische Formel Renault
| Saison | Name                      | Typ       | Meister                 | Team-Meister               |
| ------ | ------------------------- | --------- | ----------------------- | -------------------------- |
| 1980   | Fórmula Renault Argentina | 1.4 Liter | Victor Rosso            |                            |
| 1981   | Fórmula Renault Argentina | 1.4 Liter | Carlos Lauricella       |                            |
| 1982   | Fórmula Renault Argentina | 1.4 Liter | Roberto Urretavizcaya   |                            |
| 1983   | Fórmula Renault Argentina | 1.4 Liter | Néstor Gurini           |                            |
| 1984   | Fórmula Renault Argentina | 1.4 Liter | Néstor Gurini           |                            |
| 1985   | Fórmula Renault Argentina | 1.4 Liter | Miguel Angel Etchegaray |                            |
| 1986   | Fórmula Renault Argentina | 1.4 Liter | Gabriel Furlán          |                            |
| 1987   | Fórmula Renault Argentina | 1.4 Liter | Daniel Neviani          |                            |
| 1988   | Fórmula Renault Argentina | 1.4 Liter | Luis Belloso            |                            |
| 1989   | Fórmula Renault Argentina | 1.4 Liter | Sergio Carlos Solmi     |                            |
| 1990   | Fórmula Renault Argentina | 1.4 Liter | Omar Martinez           |                            |
| 1991   | Fórmula Renault Argentina | 1.4 Liter | Omar Martinez           |                            |
| 1992   | Fórmula Renault Argentina | 1.4 Liter | Norberto Della Santina  |                            |
| 1993   | Fórmula Renault Argentina | 1.4 Liter | Juan Manuel Silva       |                            |
| 1994   | Fórmula Renault Argentina | 1.4 Liter | Guillermo Di Giacinti   |                            |
| 1995   | Fórmula Renault Argentina | 1.4 Liter | Brian Smith             |                            |
| 1996   | Fórmula Renault Argentina | 1.4 Liter | Martín Basso            |                            |
| 1997   | Fórmula Renault Argentina | 1.4 Liter | Mauro Fartuszek         |                            |
| 1998   | Fórmula Renault Argentina | 2.0 Liter | Gabriel Ponce de León   |                            |
| 1999   | Fórmula Renault Argentina | 2.0 Liter | Mariano Acebal          |                            |
| 2000   | Fórmula Renault Argentina | 2.0 Liter | Esteban Guerrieri       |                            |
| 2001   | Fórmula Renault Argentina | 2.0 Liter | Rafael Morgenstern      |                            |
| 2002   | Fórmula Renault Argentina | 2.0 Liter | Rafael Morgenstern      |                            |
| 2003   | Fórmula Renault Argentina | 2.0 Liter | Maximiliano Merlino     |                            |
| 2004   | Fórmula Renault ELF       | 1.6 Liter | Ezequiel Bosio          |                            |
| 2005   | Fórmula Renault ELF       | 1.6 Liter | Lucas Benamo            |                            |
| 2006   | Fórmula Renault ELF       | 1.6 Liter | Mariano Werner          |                            |
| 2007   | Fórmula Renault 1.6       | 1.6 Liter | Mariano Werner          |                            |
| 2008   | Fórmula Renault 1.6       | 1.6 Liter | Guido Falaschi          | Gabriel Werner Competición |
| 2009   | Fórmula Renault 1.6       | 1.6 Liter | Facundo Ardusso         | Gabriel Werner Competición |
| 2010   | Fórmula Renault 2.0       | 2.0 Liter | Nicolás Trosset         | Werner Plan Rombo          |
| 2011   | Fórmula Renault 2.0       | 2.0 Liter | Rodrigo Rogani          | Litoral Group              |
| 2012   | Fórmula Renault 2.0       | 2.0 Liter | Carlos Javier Merlo     | Litoral Group              |
| 2013   | Fórmula Renault 2.0       | 2.0 Liter | Julián Santero          | Gabriel Werner Competición |
| 2014   | Fórmula Renault 2.0       | 2.0 Liter | Manuel Mallo            | Litoral Group              |
| 2015   | Fórmula Renault 2.0       | 2.0 Liter | Martín Moggia           | Litoral Group              |
| 2016   | Fórmula Renault 2.0       | 2.0 Liter | Rudi Samuel Bundziak    | Litoral Group              |
| 2017   | Fórmula Renault 2.0       | 2.0 Liter | José Hernán Palazzo     | Gabriel Werner Competición |

### Europäische Formel Renault
| Saison | Name                                  | Meister       |
| ------ | ------------------------------------- | ------------- |
| 1972   | Challenge Européen de Formule Renault | Alain Cudini  |
| 1973   | Challenge Européen de Formule Renault | René Arnoux   |
| 1974   | Challenge Européen de Formule Renault | Didier Pironi |
| 1975   | Challenge de Formule Renault Europe   | René Arnoux   |
| 1976   | Challenge de Formule Renault Europe   | Didier Pironi |
| 1977   | Challenge de Formule Renault Europe   | Alain Prost   |

### Französische Formel Renault
| Saison | Name                                        | Meister                    | Team-Meister |
| ------ | ------------------------------------------- | -------------------------- | ------------ |
| 1971   | Critérium de Formule Renault                | Michel Leclère             |              |
| 1972   | Critérium de Formule Renault                | Jacques Laffite            |              |
| 1975   | Formule Renault Nationale                   | Christian Debias           |              |
| 1976   | Formule Renault Nationale                   | Alain Prost                |              |
| 1977   | Formule Renault Nationale                   | Joël Gouhier               |              |
| 1978   | Championnat de France Formule Renault       | Philippe Alliot            |              |
| 1979   | Championnat de France Formule Renault       | Alain Ferté                |              |
| 1980   | Championnat de France Formule Renault       | Denis Morin                |              |
| 1981   | Championnat de France Formule Renault       | Philippe Renault           |              |
| 1982   | Championnat de France Formule Renault Turbo | Gilles Lempereur           |              |
| 1983   | Championnat de France Formule Renault Turbo | Jean-Pierre Hoursourigaray |              |
| 1984   | Championnat de France Formule Renault Turbo | Yannick Dalmas             |              |
| 1985   | Championnat de France Formule Renault Turbo | Éric Bernard               |              |
| 1986   | Championnat de France Formule Renault Turbo | Érik Comas                 |              |
| 1987   | Championnat de France Formule Renault Turbo | Claude Dégremont           |              |
| 1988   | Championnat de France Formule Renault Turbo | Ludovic Faure              |              |
| 1989   | Championnat de France Formule Renault       | Olivier Panis              |              |
| 1990   | Championnat de France Formule Renault       | Emmanuel Collard           |              |
| 1991   | Championnat de France Formule Renault       | Olivier Couvreur           |              |
| 1992   | Championnat de France Formule Renault       | Jean-Philippe Belloc       |              |
| 1993   | Championnat de France Formule Renault       | David Dussau               |              |
| 1994   | Championnat de France Formule Renault       | Stéphane Sarrazin          |              |
| 1995   | Championnat de France Formule Renault       | Cyrille Sauvage            |              |
| 1996   | Championnat de France Formule Renault       | Sébastien Enjolras         |              |
| 1997   | Championnat de France Formule Renault       | Jonathan Cochet            |              |
| 1998   | Championnat de France Formule Renault       | Matthew Davies             |              |
| 1999   | Championnat de France Formule Renault       | Lucas Lasserre             |              |
| 2000   | Championnat de France Formule Renault 2000  | Renaud Derlot              |              |
| 2001   | Championnat de France Formule Renault 2000  | Eric Salignon              |              |
| 2002   | Championnat de France Formule Renault 2000  | Alexandre Prémat           |              |
| 2003   | Championnat de France Formule Renault 2000  | Loïc Duval                 |              |
| 2004   | Championnat de France Formula Renault 2.0   | Patrick Pilet              |              |
| 2005   | Championnat de France Formula Renault 2.0   | Romain Grosjean            | SG Formula   |
| 2006   | Championnat de France Formula Renault 2.0   | Laurent Groppi             | SG Formula   |
| 2007   | Championnat de France Formula Renault 2.0   | Jules Bianchi              | SG Formula   |

### Deutsche Formel Renault
| Saison | Name                                               | Meister                             |                   |
| ------ | -------------------------------------------------- | ----------------------------------- | ----------------- |
| 1991   |                                                    | Joachim Beule                       |                   |
| 1992   | Thomas Wöhrle                                      |                                     |                   |
| 1993   | Formel Renault Cup                                 | Arnd Meier                          |                   |
| 1994   | Formel Renault Cup                                 | Marcel Tiemann                      |                   |
| 1995   | Formel Renault Cup                                 | Ralf Druckenmüller                  |                   |
| 1996   | Formel Renault Cup                                 | Alexander Müller                    |                   |
| 1997   | ONS Formel Renault Cup                             | Robert Lechner                      |                   |
| 1998   | DMSB Formel Renault Cup                            | Hugo van der Ham                    |                   |
| 1999   | DMSB Formel Renault Cup                            | Kari Mäenpää oder Zsolt Baumgartner |                   |
| 2000   | nicht ausgetragen                                  | nicht ausgetragen                   | nicht ausgetragen |
| 2001   | DMSB Formel Renault Cup                            | Marcel Lasée                        |                   |
| 2002   | DMSB Formel Renault Cup                            | Christian Klien                     |                   |
| 2003   | DMSB Formel Renault Cup                            | Ryan Sharp                          |                   |
| 2004   | Formel Renault Cup                                 | Scott Speed                         |                   |
| 2005   | Formel Renault Cup Formula Renault 2.0 Deutschland | Pekka Saarinen                      |                   |

### Niederländische Formel Renault
| Saison     | Name                         | Meister              |                   |
| ---------- | ---------------------------- | -------------------- | ----------------- |
| 1991       |                              | Frank ten Wolde      |                   |
| 1992       | ?                            |                      |                   |
| 1993       | ?                            |                      |                   |
| 1994       | ?                            |                      |                   |
| 1995       | Sandor van Es                |                      |                   |
| 1996– 2002 | nicht ausgetragen            | nicht ausgetragen    | nicht ausgetragen |
| 2003       | Habo DaCosta Formule Renault | Paul Meijer          |                   |
| 2004       | Formule Renault 2000 NK      | Junior Strous        |                   |
| 2005       | Formule Renault 2.0 NK       | Renger van der Zande |                   |

### Schweizer Formel Renault
| Saison | Name                                                  | Meister             | Team-Meister   |
| ------ | ----------------------------------------------------- | ------------------- | -------------- |
| 2002   | Renault Speed Trophy F2000                            | Thomas Conrad       |                |
| 2003   | Renault Speed Trophy F2000                            | Manuel Benz         |                |
| 2004   | Renault Speed Trophy F2000                            | Nicolas Maulini     |                |
| 2005   | Formula Renault 2.0 Suisse                            | Ralph Meichtry      |                |
| 2006   | Formula Renault 2.0 Suisse                            | Jonathan Hirschi    |                |
| 2007   | LO Formel Renault 2.0 Formula Renault 2.0 Suisse      | Adam Kout           |                |
| 2008   | LO Formel Renault 2.0 Formula Renault 2.0 Suisse      | Christopher Zanella | nicht vergeben |
| 2009   | LO Formel Renault 2.0 Formula Renault 2.0 Suisse      | Nico Müller         | CO2 Motorsport |
| 2010   | LO Formel Renault 2.0 Formula Renault 2.0 Switzerland | Zoël Amberg         | nicht vergeben |

### Spanische Formel Renault
| Saison | Meister                |
| ------ | ---------------------- |
| 1991   | Antonio Albacete       |
| 1992   | Ricardo García Galiano |
| 1993   | David Bosch            |
| 1994   | Javier Díaz            |
| 1995   | Javier Díaz            |
| 1996   | Bruno Correia          |
| 1997   | Polo Villaamil         |

### Portugiesische Formel Junior
| Saison | Name                          | Meister        | Team-Meister      | Winter-Series-Meister |
| ------ | ----------------------------- | -------------- | ----------------- | --------------------- |
| 2008   | Fórmula Júnior FR2.0 Portugal | Gonçalo Araújo | Araújo Competição | James Calado          |

### Skandinavische Formel Renault
| Saison | Name                              | Meister              |
| ------ | --------------------------------- | -------------------- |
| 2002   | Formula Renault 2000 Scandinavia  | Philip Andersen      |
| 2003   | Formula Renault 2000 Scandinavia  | Tom Pedersen         |
| 2004   | Formula Renault 2000 Scandinavia  | Kasper Andersen      |
| 2005   | Formula Renault 2.0 Nordic Series | Jesper Wulff Laursen |
| 2006   | Formula Renault 2.0 Nordic Series | Steffen Møller       |

### Schwedische Formel Renault
| Saison | Name                       | Meister          |
| ------ | -------------------------- | ---------------- |
| 2009   | Formula Renault 2.0 Sweden | Felix Rosenqvist |
| 2010   | Formula Renault 2.0 Sweden | Daniel Roos      |

### Finnische Formel Renault
| Saison | Name                        | Meister          |
| ------ | --------------------------- | ---------------- |
| 2008   | Formula Renault 2.0 Finland | Jesse Krohn      |
| 2009   | Formula Renault 2.0 Finland | Jukka Honkavuori |
| 2010   | Formula Renault 2.0 Finland | Miika Kunranta   |

### Estnische Formel Renault
| Saison | Meister     |
| ------ | ----------- |
| 2008   | Jesse Krohn |

### Formel Renault NEZ
| Saison | Name                                                 | Meister          |
| ------ | ---------------------------------------------------- | ---------------- |
| 2008   | North European Zone Formula Renault 2.0 Championship | Jesse Krohn      |
| 2009   | North European Zone Formula Renault 2.0 Championship | Felix Rosenqvist |
| 2010   | North European Zone Formula Renault 2.0 Championship | Daniel Roos      |

### Brasilianische Formel Renault
| Saison | Name                                     | Meister          | Team-Meister            |
| ------ | ---------------------------------------- | ---------------- | ----------------------- |
| 2002   | Campeonato Brasileiro de Fórmula Renault | Sérgio Jimenez   | G-Force                 |
| 2003   | Campeonato Brasileiro de Fórmula Renault | Allam Khodair    | Giaffone Racing         |
| 2004   | Campeonato Brasileiro de Fórmula Renault | Alexandre Foizer | Cesário Fórmula Renault |
| 2005   | Campeonato Brasileiro de Fórmula Renault | Nelson Merlo     |                         |
| 2006   | Campeonato Brasileiro de Fórmula Renault | Felipe Lapenna   | Full Time Sport         |

### Mexikanische Formel Renault
| Saison | Name                                                            | Meister         | Team-Meister   |
| ------ | --------------------------------------------------------------- | --------------- | -------------- |
| 2002   | Copa Corona Fórmula Renault 2000                                | David Martínez  |                |
| 2003   | Copa Corona Fórmula Renault 2000                                | Homero Richards | Herdez-Nextel  |
| 2004   | Copa Corona Fórmula Renault 2000 de América                     | Homero Richards | Nextel - FedEx |
| 2005   | Fórmula Renault 2000 de América (im Rahmen der Panam GP Series) | Germán Quiroga  | nicht vergeben |
| 2006   | Fórmula Renault 2000 de América (im Rahmen der Panam GP Series) | Homero Richards | nicht vergeben |
| 2007   | Fórmula 2000 de América (im Rahmen der Panam GP Series)         | Hugo Oliveras   | nicht vergeben |
| 2008   | Fórmula 2000 de América (im Rahmen der Panam GP Series)         | abgebrochen     | abgebrochen    |

### Nordamerikanische Formel Renault
| Saison | Name                                         | Meister        | Winter-World-Series-Meister |
| ------ | -------------------------------------------- | -------------- | --------------------------- |
| 2002   | Fran-Am 2000 North American Pro Championship | Bruno Spengler |                             |
| 2003   | Fran-Am 2000 North American Pro Championship | Andrew Ranger  | Charles Hall                |
| 2004   | Formula TR 2000 Pro Series                   | Colin Braun    |                             |
| 2005   | Formula TR 2000 Pro Series                   | Seth Ingham    |                             |
| 2006   | Formula TR 2000 Pro Series                   | Carl Skerlong  |                             |
| 2007   | Formula TR 2000 Pro Series                   | Bill Goshen    |                             |

| Saison | Name                                             | Meister           | Team-Meister  | Winter-Invitational-Meister |
| ------ | ------------------------------------------------ | ----------------- | ------------- | --------------------------- |
| 2004   | North American Formula Renault 2000 Championship | Juan Martín Ponte | Aim Autosport | Junior Strous               |

### Fórmula Mini Juniors
| Saison | Meister          |
| ------ | ---------------- |
| 1965   | Roberto Galluzzi |

### Fórmula 4 Argentina
| Saison | Meister             |
| ------ | ------------------- |
| 1966   | Jorge Kissling      |
| 1967   | Carlos Ragno        |
| 1968   | Carlos Ferrea       |
| 1969   | Carlos Ragno        |
| 1970   | Juan Laskac         |
| 1971   | Juan Laskac         |
| 1972   | Carlos Jarque       |
| 1973   | Jorge De Amorrortu  |
| 1974   | Miguel Ángel Guerra |
| 1975   | Miguel Ángel Guerra |
| 1976   | Héctor De Rossi     |
| 1977   | Juan José Reybet    |
| 1978   | Eliseo Salazar      |
| 1979   | Gustavo Sommi       |

### Fórmula Super Renault ELF
| Saison | Meister               |
| ------ | --------------------- |
| 1993   | Hernán Bradás         |
| 1994   | Juan Manuel Basco     |
| 1995   | Claudio Pfening       |
| 1996   | Hugo Ricardo Castelli |
| 1997   | Christian Ledesma     |
| 1998   | Alejandro Bini        |
| 1999   | Ezequiel Toia         |
| 2000   | Mariano Bainotti      |
| 2001   | Julián Flamarique     |
| 2002   | Matías Rossi          |
| 2003   | Federico Lifschitz    |
| 2004   | Ivo Perabó            |

## Formel Renault 1.8

### Deutsche Formel Renault 1800
| Saison | Name                                       | Meister       |
| ------ | ------------------------------------------ | ------------- |
| 1995   | Formel Renault 1800 „Formel Renault B Cup“ | Timo Scheider |
| 1996   | Formel Renault 1800 „Formel Renault B Cup“ | ?             |
| 1997   | Formel Renault 1800 „Formel Renault B Cup“ | Jörg Schramm  |

## Formel Renault 1.6

### Formel Renault 1.6 NEC Junior
| Saison | Name                                            | Meister           | Team-Meister          |
| ------ | ----------------------------------------------- | ----------------- | --------------------- |
| 2013   | Formel Renault 1.6 Northern European Cup Junior | Roy Geerts        |                       |
| 2014   | Formel Renault 1.6 Northern European Cup Junior | Anton de Pasquale | Lechner Racing School |

### Formel Renault 1.6 Nordic
| Saison | Name                       | Meister            |
| ------ | -------------------------- | ------------------ |
| 2013   | Formula Renault 1.6 Nordic | Erik Johansson     |
| 2014   | Formula Renault 1.6 Nordic | Joonas Lappalainen |
| 2015   | Formula Renault 1.6 Nordic | Oliver Söderström  |

### Formel Renault 1.6 NEZ
| Saison | Name                    | Meister            |
| ------ | ----------------------- | ------------------ |
| 2013   | Formula Renault 1.6 NEZ | Kimmy Larsson      |
| 2014   | Formula Renault 1.6 NEZ | Joonas Lappalainen |
| 2015   | Formula Renault 1.6 NEZ | Oliver Söderström  |

### Französische F4-Meisterschaft
| Saison | Name                       | Meister            |
| ------ | -------------------------- | ------------------ |
| 1993   | Formula Campus Renault Elf | Sébastien Philippe |
| 1994   | Formula Campus Renault Elf | Franck Montagny    |
| 1995   | Formula Campus Renault Elf | Renaud Malinconi   |
| 1996   | Formula Campus Renault Elf | Philippe Bénoliel  |
| 1997   | Formula Campus Renault Elf | Marcel Costa       |
| 1998   | Formula Campus Renault Elf | Westley Barber     |
| 1999   | Formula Campus Renault Elf | Adam Jones         |
| 2000   | Formula Campus Renault Elf | Stéphane Morat     |
| 2001   | Formula Campus Renault Elf | Bruce Lorgeré-Roux |
| 2002   | Formula Campus Renault Elf | Loïc Duval         |
| 2003   | Formula Campus Renault Elf | Laurent Groppi     |
| 2004   | Formula Campus Renault Elf | Jacky Ferré        |
| 2005   | Formula Campus Renault Elf | Jean Karl Vernay   |
| 2006   | Formula Campus Renault Elf | Kévin Estre        |
| 2007   | Formula Campus Renault Elf | Jean-Éric Vergne   |
| 2008   | Formul'Academy Euro Series | Arthur Pic         |
| 2009   | Formul'Academy Euro Series | Benjamin Bailly    |
| 2010   | F4 Eurocup 1.6             | Stoffel Vandoorne  |

Für die Meister ab 2011 siehe Französische Formel-4-Meisterschaft#Bisherige Meister.

### Belgische Formel Renault
| Saison | Name                 | Meister           |             |
| ------ | -------------------- | ----------------- | ----------- |
| 2003   | Formula Renault 1600 | Jérôme D’Ambrosio |             |
| 2004   | Formula Renault 1600 | Maxime Soulet     |             |
| 2005   | Formula Renault 1600 | Pierre Sevrin     |             |
| 2006   | Formula Renault 1.6  | Craig Dolby       |             |
| 2007   | Formula Renault 1.6  | Karlīne Štāla     |             |
| 2008   | Formula 16           | abgebrochen       | abgebrochen |

### Italienische Formel Junior
| Saison | Name                                            | Meister              | Team-Meister  | Winter-Trophy-Meister |
| ------ | ----------------------------------------------- | -------------------- | ------------- | --------------------- |
| 2002   | Trofeo Nazionale C.S.A.I. Formula Renault Monza | Andrea Barbieri      |               |                       |
| 2003   | Trofeo Nazionale C.S.A.I. Formula Renault Monza | Marino Spinozzi      | Kiwi ESP      | Domenico Capuano      |
| 2004   | Trofeo Nazionale C.S.A.I. Formula Renault Monza | Michael Herck        |               |                       |
| 2005   | Formula Junior 1.6 powered by Renault           | Pasquale Di Sabatino | Tomcat Racing |                       |
| 2006   | Formula Junior 1.6 powered by Renault           | Augusto Scalbi       |               |                       |

### Spanische Formel Junior
| Name | Saison                       | Meister               | Team-Meister         |
| ---- | ---------------------------- | --------------------- | -------------------- |
| 2002 | Fórmula Junior 1600 Española | Adrián Vallés         | Escuela Lois Circuit |
| 2003 | Fórmula Junior 1600 Española | Juan Antonio del Pino | G-Tec                |
| 2004 | Fórmula Renault 1.6 Española | Michael Herck         | Escuela Lois Circuit |

### Mexikanische Formel Junior
| Saison | Name                                                     | Meister              |
| ------ | -------------------------------------------------------- | -------------------- |
| 2005   | Fórmula Renault Jr. 1600 (im Rahmen der Panam GP Series) | Alfonso Toledano jr. |
| 2006   | Fórmula Renault Jr. 1600 (im Rahmen der Panam GP Series) | Juan Esteban Jacobo  |
| 2007   | Fórmula 1600 Jr. (im Rahmen der Panam GP Series)         | Gerardo Nieto        |

### Nordamerikanische Formel 1600
| Saison | Name                                                      | Meister          |
| ------ | --------------------------------------------------------- | ---------------- |
| 2002   | Fran-Am 1600 West Coast Championship                      | Tim Barber       |
| 2003   | Fran Am 1600 Pro Championship/Fran Am USA West Pro Series | Colin Braun      |
| 2004   | Formula TR 1600 Pro Series                                | Marco Andretti   |
| 2005   | Formula TR 1600 Pro Series                                | Carl Skerlong    |
| 2006   | Formula TR 1600 Pro Series                                | Parker Kligerman |
| 2007   | Formula TR 1600 Pro Series                                | Ryan Booth       |